# ادای، فاتا
ادای، فاتا (به انگلیسی: Adai, FATA) در پاکستان است که در مناطق قبیله‌ای فدرال واقع شده‌است.

## خصوصیات
ادای ۱٬۳۷۶ متر بالاتر از سطح دریا واقع شده‌است.